# Lijst van voetbalinterlands Burundi - Congo-Kinshasa
Deze lijst van voetbalinterlands is een overzicht van alle officiële voetbalwedstrijden tussen de nationale teams van Burundi en Congo-Kinshasa (dat van 1971 tot 1997 Zaïre heette). De landen hebben tot op heden vier keer tegen elkaar gespeeld. De eerste ontmoeting was een wedstrijd tijdens de Centraal-Afrikaanse Spelen 1976 op 12 juli 1976 in Libreville (Gabon). Het laatste duel, een kwalificatiewedstrijd voor het Wereldkampioenschap voetbal 2018, werd gespeeld op 15 november 2015 in Kinshasa.

## Wedstrijden
| № | Plaats     | Datum            | Competitie                           | Wedstrijd                | Uitslag |
| - | ---------- | ---------------- | ------------------------------------ | ------------------------ | ------- |
| 1 | Libreville | 12 juli 1976     | Centraal-Afrikaanse Spelen 1976      | Zaïre − Burundi          | 1 − 0   |
| 2 | Polokwane  | 22 januari 2014  | African Championship of Nations 2014 | Burundi − Congo-Kinshasa | 1 − 2   |
| 3 | Bujumbura  | 12 november 2015 | WK 2018 kwalificatie                 | Burundi − Congo-Kinshasa | 2 − 3   |
| 4 | Kinshasa   | 15 november 2015 | WK 2018 kwalificatie                 | Congo-Kinshasa − Burundi | 2 − 2   |

## Samenvatting
| Competitie                      | Totaal gespeeld | Winst Burundi | Gelijk | Winst Congo-Kinshasa | Doelsaldo Burundi – Congo-Kinshasa |
| ------------------------------- | --------------- | ------------- | ------ | -------------------- | ---------------------------------- |
| WK-kwalificatie                 | 2               | 0             | 1      | 1                    | 4 − 5                              |
| African Championship of Nations | 1               | 0             | 0      | 1                    | 1 − 2                              |
| Centraal-Afrikaanse Spelen      | 1               | 0             | 0      | 1                    | 0 − 1                              |
| Totaal                          | 4               | 0             | 1      | 3                    | 5 − 8                              |

Wedstrijden bepaald door strafschoppen worden, in lijn met de FIFA, als een gelijkspel gerekend.
FFB · Burundees vrouwenelftal · Olympisch elftal
Interlands
Tegenstander:
Algerije ·
Angola ·
Bahrein ·
Bangladesh ·
Benin ·
Botswana ·
Burkina Faso ·
Centraal-Afrikaanse Republiek ·
Comoren ·
Congo-Brazzaville ·
Congo-Kinshasa ·
Djibouti ·
Egypte ·
Eritrea ·
Ethiopië ·
Gabon ·
Gambia ·
Ghana ·
Guinee ·
Indonesië ·
Ivoorkust ·
Kameroen ·
Kenia ·
Lesotho ·
Liberia ·
Madagaskar ·
Malawi ·
Mali ·
Marokko ·
Mauritanië ·
Mauritius ·
Myanmar ·
Namibië ·
Niger ·
Nigeria ·
Oeganda ·
Palestina ·
Rwanda ·
Senegal ·
Seychellen ·
Sierra Leone ·
Soedan ·
Somalië ·
Tanzania ·
Tunesië ·
Zambia ·
Zimbabwe ·
Zuid-Afrika ·
Zuid-Soedan
FECOFA · Bondscoaches · Selecties · A-internationals · Vrouwenelftal van Congo-Kinshasa
1960 – 1969 ·
1970 – 1979 ·
1980 – 1989 ·
1990 – 1999 ·
2000 – 2009 ·
2010 – 2019 ·
2020 – 2029
AC 1965 ·
AC 1968 ·
AC 1970 ·
AC 1972 ·
AC 1974 ·
WK 1974 ·
AC 1976 ·
AC 1988 ·
AC 1992 ·
AC 1994 ·
AC 1996 ·
AC 1998 ·
AC 2000 ·
AC 2002 ·
AC 2004 ·
AC 2006 ·
AC 2013
1963 ·
1964 · 
1965 ·
1966 · 
1967 ·
1968 · 
1969 ·
1970 · 
1971 ·
1972 · 
1973 ·
1974 · 
1975 · 
1976 ·
1977 · 
1978 ·
1979 ·
1979 · 
1980 ·
1980 · 
1981 ·
1982 ·
1983 ·
1984 · 
1985 ·
1986 · 
1987 ·
1988 · 
1989 ·
1990 · 
1991 ·
1992 · 
1993 ·
1994 · 
1995 ·
1996 · 
1997 ·
1998 · 
1999 ·
2000 · 
2001 ·
2002 · 
2003 ·
2004 · 
2005 · 
2006 ·
2007 · 
2008 ·
2009 · 
2010 · 
2011 ·
2012 · 
2013 · 
2014 ·
2015 ·
2016 ·
2017 ·
2018 ·
2019 ·
2020 ·
2021 ·
2022 ·
2023
Algerije ·
Angola ·
Bahrein ·
Benin ·
Botswana ·
Brazilië ·
Burkina Faso ·
Burundi ·
Centraal-Afrikaanse Republiek ·
China ·
Congo-Brazzaville ·
Djibouti ·
Egypte ·
Equatoriaal-Guinea ·
Ethiopië ·
Gabon ·
Gambia ·
Ghana ·
Guinee ·
Irak ·
Ivoorkust ·
Joegoslavië ·
Kaapverdië ·
Kameroen ·
Kenia ·
Lesotho ·
Liberia ·
Libië ·
Madagaskar ·
Malawi ·
Mali ·
Marokko ·
Mauritanië ·
Mauritius ·
Mexico ·
Mozambique ·
Namibië ·
Nieuw-Zeeland ·
Niger ·
Nigeria ·
Oeganda ·
Oman ·
Qatar ·
Roemenië ·
Rwanda ·
Saoedi-Arabië ·
Schotland ·
Senegal ·
Seychellen ·
Sierra Leone ·
Soedan ·
Swaziland ·
Tanzania ·
Togo ·
Tsjaad ·
Tunesië ·
Zambia ·
Zimbabwe ·
Zuid-Afrika ·
Zuid-Soedan